# Svenarum
Svenarum är en ort i Vaggeryds kommun och kyrkby i Svenarums socken. Fram till 2005 klassades orten som en småort. Från 2015 till 2023 avgränsades här åter en småort.
Byn ligger lite drygt en mil ostsydost om Vaggeryd, vid riksväg 30 mellan Jönköping och Växjö.
Svenarums skola hade läsåret 2022/23 elever i årskurserna F-3. I september 2022 bestämdes det att skolan åtminstone tillfälligt skulle slås ihop med Hoks skola. Svenarums skola låg därefter i malpåse.